# Adolfsbergsskolan

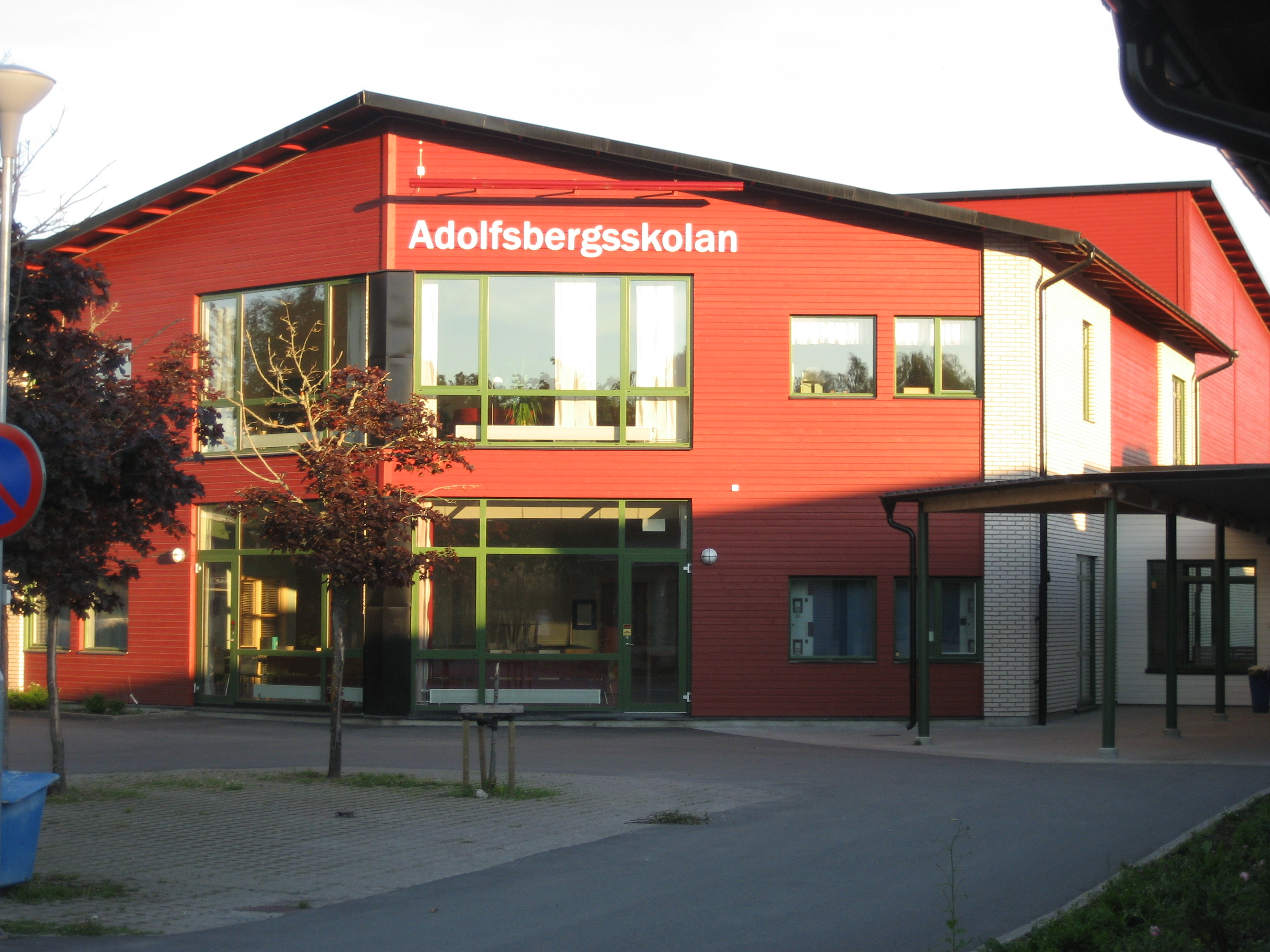
Adolfsbergsskolan: 7-9-delen

Adolfsbergsskolan är en F-9-skola i stadsdelen Adolfsberg i södra Örebro. I samband med att denna stadsdel kraftigt expanderade under 1960-talet ersattes en äldre byggnad nära Sommarro med den nuvarande. Den gamla byggnaden rymmer idag Örebro Waldorfskola (förr benämnd Johannaskolan). Tidigare hade adolfsbergsbarnen gått på högstadiet inne i Örebro, men i och med uppförandet av den nya skolan 1976–1977, fick Adolfsberg en fullständig grundskola.  
Stora delar av den tidigare "högstadiedelen" totalförstördes i en anlagd brand den 6 oktober 2002, men är idag återuppbyggd. Skolan har idag omkring 1200 elever och har förutom Adolfsberg även Marieberg, Mosås och Täby som upptagningsområde. Dessutom finns specialenheter för handikappade med riksintag. Många av dessa elever bor under veckorna i det närliggande Halltorp.